# 경상북도청 소관 공직유관단체 목록
경상북도 소관 공직유관단체 목록은 경상북도청의 공직유관단체에 대해 기술한다.

## 목록

### 체육회
- 경상북도체육회
- 경상북도장애인체육회

### 의료원
- 경상북도포항의료원
- 경상북도안동의료원
- 경상북도김천의료원
- 경상북도울진군의료원

### 공사·출자기업
- 경상북도개발공사
- 경상북도관광공사
- 울릉도친환경에너지자립섬
- 청송사과유통공사
- 영양고추유통공사
- 청도공영사업공사

### 재단법인
- 경북테크노파크
- 포항테크노파크
- 포항문화재단
- 경북신용보증재단
- 경상북도경제진흥원
- 경상북도문화콘텐츠진흥원
- 경상북도청소년육성재단
- 경북바이오산업연구원
- 경북하이브리드부품연구원
- 독도재단
- 경북해양바이오산업연구원
- 경북연구원
- 경상북도환경연수원
- 한국국학진흥원
- 경북행복재단
- 새마을세계화재단
- 문화엑스포
- 경북장학회
- 포항금속소재산업진흥원
- 경주문화재단
- 구미전자정보기술원
- 청송군문화관광재단
- 울진군장학재단
- 경상북도여성정책개발원
- 경상북도교통문화연수원
- 경상북도종합자원봉사센터
- 경북차량용임베디드기술연구원
- 경주화백컨벤션뷰로
- 경주스마트미디어센터

### 시설관리공단
- 포항시시설관리공단
- 안동시시설관리공단
- 구미시설공단
- 문경관광진흥공단
- 경주시시설관리공단